# Anthomyia oculifera
Anthomyia oculifera este o specie de muște din genul Anthomyia, familia Anthomyiidae, descrisă de Jacques-Marie-Frangile Bigot în anul 1885. Conform Catalogue of Life specia Anthomyia oculifera nu are subspecii cunoscute.